# 比乌克斯
比乌克斯（法語：Buoux，法語發音：[bɥuks]）是法国普罗旺斯-阿尔卑斯-蓝色海岸大区沃克吕兹省的一个市镇，属于阿普特区。

## 地理
比乌克斯（43°49'52"N, 5°22'40"E）面积17.54 平方千米，位于法国普罗旺斯-阿尔卑斯-蓝色海岸大区沃克吕兹省，该省份为法国东南部内陆省份，北起德龙省，西北接阿尔代什省，西接加尔省，南至罗讷河口省，东南角与瓦尔省接壤，东临上普罗旺斯阿尔卑斯省。
与比乌克斯接壤的市镇（或旧市镇、城区）包括：阿普特、博尼约、卢尔马兰、赛尼翁、锡韦尔格、沃日讷。
比乌克斯的时区为UTC+01:00、UTC+02:00（夏令时）。

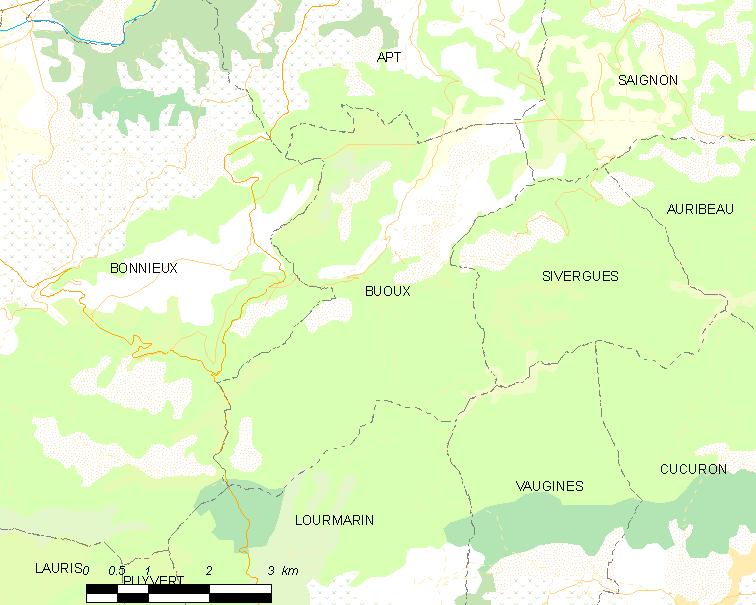
比乌克斯的OSM定位图

## 行政
比乌克斯的邮政编码为84480，INSEE市镇编码为84023。

## 政治
比乌克斯所属的省级选区为阿普特县。

## 人口

1962-2008年间比乌克斯人口变化图示

比乌克斯于2022年1月1日时的人口数量为103人。